# Scotts Valley
Scotts Valley és una població dels Estats Units a l'estat de Califòrnia. Segons el cens del 2000 tenia 11.385 habitants.

## Demografia
Segons el cens del 2000, Scotts Valley tenia 11.385 habitants, 4.273 habitatges, i 2.969 famílies. La densitat de població era de 955,6 habitants/km².
Dels 4.273 habitatges en un 36,4% hi vivien nens de menys de 18 anys, en un 58,3% hi vivien parelles casades, en un 7,9% dones solteres, i en un 30,5% no eren unitats familiars. En el 23,4% dels habitatges hi vivien persones soles l'11,6% de les quals corresponia a persones de 65 anys o més que vivien soles. El nombre mitjà de persones vivint en cada habitatge era de 2,56 i el nombre mitjà de persones que vivien en cada família era de 3,05.
Per edats la població es repartia de la següent manera: un 25,8% tenia menys de 18 anys, un 7% entre 18 i 24, un 30,2% entre 25 i 44, un 23,2% de 45 a 60 i un 13,8% 65 anys o més.
L'edat mediana era de 38 anys. Per cada 100 dones de 18 o més anys hi havia 90,6 homes.
La renda mediana per habitatge era de 72.449 $ i la renda mediana per família de 88.573 $. Els homes tenien una renda mediana de 74.183 $ mentre que les dones 40.492 $. La renda per capita de la població era de 35.684 $. Entorn del 0,9% de les famílies i el 2,5% de la població estaven per davall del llindar de pobresa.

## Poblacions properes
El següent diagrama mostra les poblacions més properes.